# IES Joan Maria Thomàs
L'IES Joan Maria Thomàs és un institut d'educació secundària ubicat al barri de l'Olivera de Palma, concretament al carrer Pablo Iglesias, 93. S'hi poden cursar els quatre cursos de l'ESO i cinc modalitats de Batxillerat. També, compta amb el programa PEI per facilitar la conciliació dels alumnes del Conservatori.

## Història
L'institut va néixer com a secció delegada de l'Institut de Son Cotoner, actual IES Guillem Sagrera, l'any 1984 a causa de la manca de places públiques a Ciutat, més accentuada a la zona de l'Eixample de Palma, i a la voluntat de descongestionar els principals instituts, el Joan Alcover i el Ramon Llull. En la seva primera etapa, amb el nom de Mixt n. 6, el centre s'ubicava en unes dependències de l'Escola de Magisteri, on avui en dia es troba l'IES Josep Maria Llompart. Les instal·lacions, en general, eren molt precàries, ja que no disposaven de biblioteca, departaments ni cap altra sala que no fos una aula. El mateix podríem dir de l'alumnat, que era el que altres centres havien rebutjat pel seu mal rendiment. El nivell de l'institut, però, es va aconseguir elevar bastant.
Amb la inauguració de l'edifici l'any 1992, l'institut agafa el nom del músic Joan Maria Thomàs i Sabater i aconsegueix cert prestigi, apostant per l'ensenyament en català i potenciant la incorporació de nous recursos tècnics. Tot i haver-hi queixes perquè els passadissos eren un poc estrets i per la manca d'un espai polivalent gran, l'edifici era força acollidor i lluminós. A més, per a potenciar la incorporació de més oferta educativa, l'institut va poder construir un petit edifici annex. L'alumnat tenia un nivell més elevat i el centre començava a acollir molta demanda.
Més tard, la matriculació començà a sofrir un descens notable degut a la construcció de nous instituts a la zona i la competència que sorgí.
Finalment, des de fa més de 15 anys, el centre intenta diversificar la seva oferta i els seus trets identitaris, incorporant el Batxillerat d'Arts el curs 2007-2008 i el Programa d'Ensenyaments Integrats amb el Conservatori el curs 2015-2016.

## Oferta educativa
El centre ofereix actualment ensenyaments d'Educació Secundària Obligatòria (ESO) i cinc modalitats de Batxillerat: Científic i Tecnològic, Social i Humanístic, General, Arts Plàstiques i Arts Musicals.
En addició, disposa del Programa d'Ensenyaments Integrats (PEI) juntament amb el Conservatori Professional de Música i Dansa de Mallorca.

### Programa PEI
El Conservatori de Mallorca, juntament amb l'institut, van posar en marxa el programa PEI l'any 2015 per facilitar que es puguin cursar simultàniament els estudis obligatoris i postobligatoris juntament amb els estudis professionals del Conservatori, com també es fa a l'IES Josep Maria Quadrado i a l'IES Pasqual Calbó de Menorca i a l'IES Sa Colomina d'Eivissa. Els alumnes del programa no han de fer certes assignatures, com ara bé Música o Educació Física, en el cas dels dansaires, i altres matèries depenent del curs i la possibilitat de convalidació. Gràcies a això, els estudiants poden sortir abans del centre per anar a les classes de Música o Dansa.
A més de convalidacions i exempcions d'algunes matèries, aquesta iniciativa permet que l'alumnat triï les hores abans que la resta al Conservatori i que, a les classes col·lectives com ara bé Llenguatge Musical o Harmonia, puguin anar en grups amb els seus companys de classe. Tots aquests avantatges, segons el centre, resulten en una millora dels horaris i, per tant, es tradueixen en més temps lliure per als estudiants.